# حسن أحمد شرف الدين
حسن أحمد شرف الدين ولد في عام 1974م في صنعاء عين وزيرا للدولة عضو مجلس الوزراء في اليمن بتاريخ 7 ديسمبر 2011م في حكومة باسندوة وفي 19 أكتوبر 2013 م قدم استقالته من حكومة الوفاق الوطني.

## المؤهلات العلمية
- بكالوريوس إدارة الأعمال ـ كلية التجارة والاقتصاد ـ جامعة صنعاء 1999م.
- دبلوم الإعلام والاتصال والتسويق ـ مركز الأهرام الإقليمي للصحافة ـ القاهرة 2008م.

## الخبرات الوظيفية
- مدير إدارة الإنترنت باللجنة العليا للانتخابات والاستفتاء (2002- 2011م).
- رئيس قسم الإنترنت والجرافكس في إدارة المعلومات باللجنة العليا للانتخابات (2000-2002م).
- موظف بإدارة الحسابات باللجنة العليا للانتخابات (1999-2000م).